# Làrnax

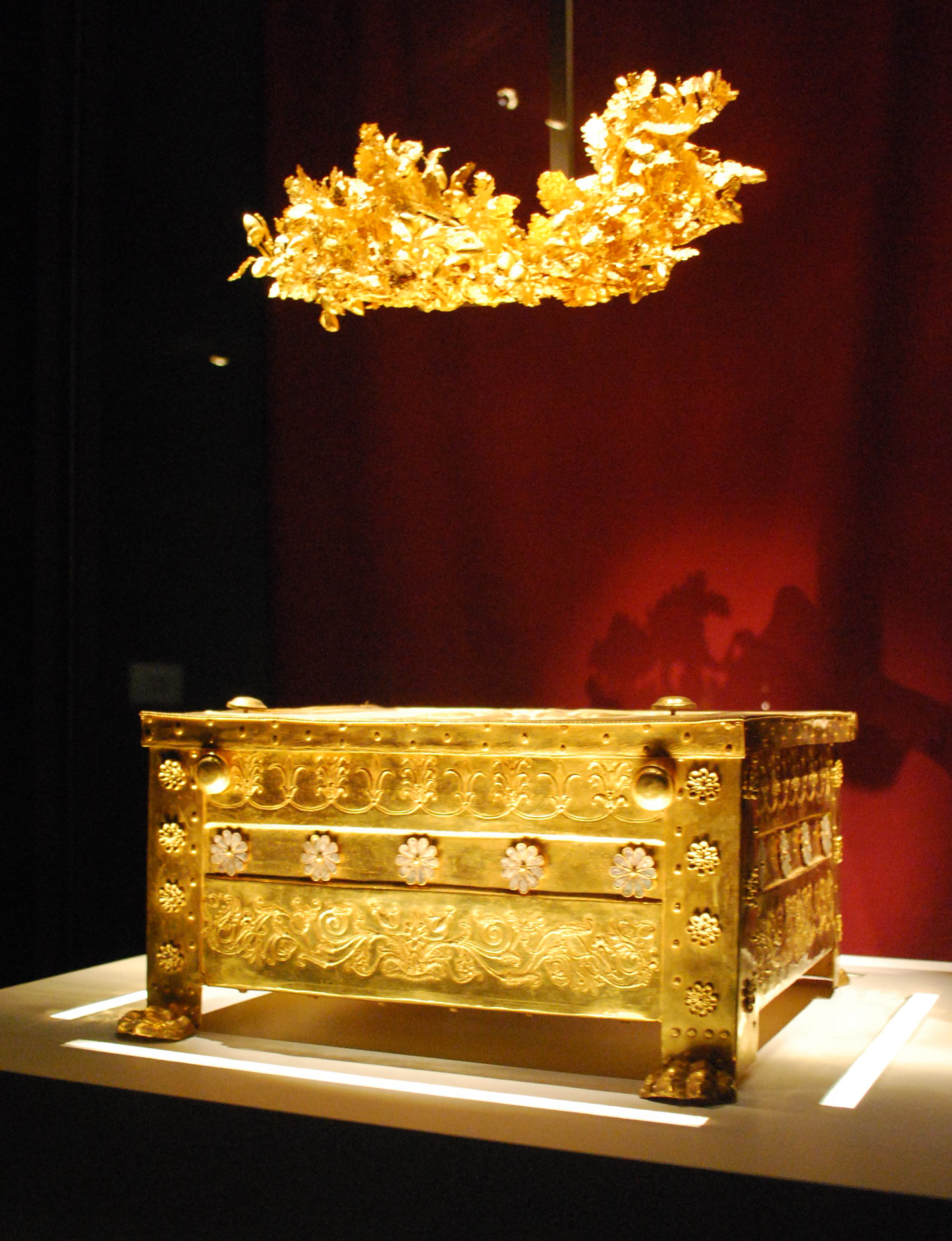
El làrnax i la corona d'or de Filip II de Macedònia. Museu de Vergina.

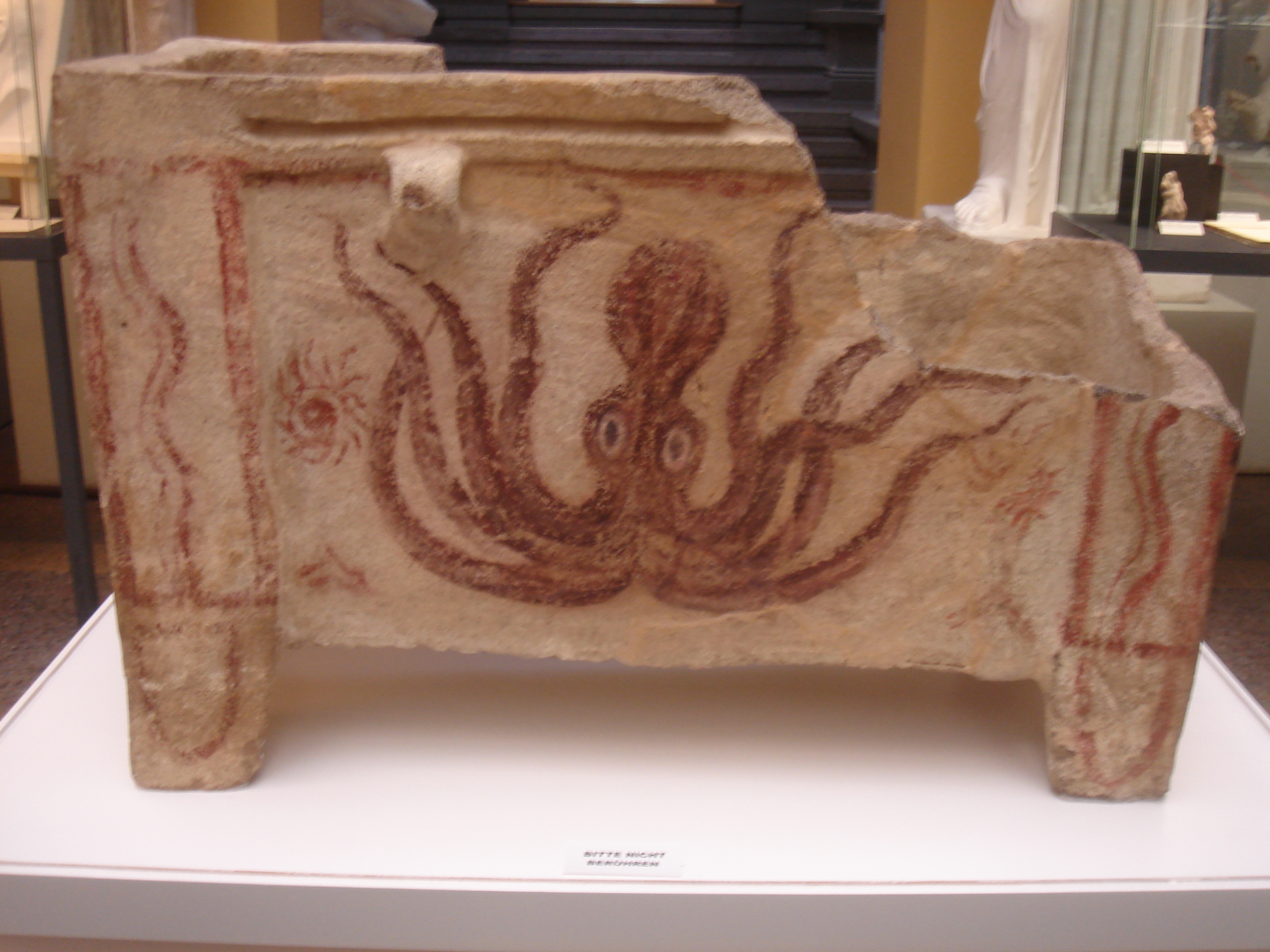
Làrnax minoic amb decoració de pops. Akademisches Kunstmuseum de Bonn.

Un làrnax (grec antic: λάρναξ, pl. λάρνακες, làrnax, pl. làrnakes) era un tipus de petit taüt tancat com ara una caixa o cofre de cendres, que sovint s'utilitzava com a contenidor de restes humanes de l'antic Regne de Macedònia, ja sigui amb un cos -plegat sobre si mateix- o de les cendres després de la cremació.
Els primers làrnaxs van aparèixer a la civilització minoica durant l'edat del bronze grega, quan van prendre la forma de caixes rectangulars de ceràmica, dissenyats per imitar un cofre de fusta, potser per imitar els egipcis. Estaven ricament decorats amb dibuixos abstractes, pops, escenes de caça i rituals de culte. Posteriorment, també s'han trobat en la civilització micènica, on han aparegut temes com les desfilades de ploramorts.
Durant l'últim període hel·lenístic, es van fer populars els làrnaxs amb forma de petits sarcòfags de terracota, alguns dels quals van ser pintats en un estil similar als vasos grecs contemporanis.
En alguns casos especials, els làrnaxs es van arribar a fer amb materials preciosos, com el trobat a Vergina, al nord de Grècia, del segle iv aC, realitzat en or, amb el símbol del sol a la tapa (Sol de Vergina). La tomba on va ser trobat es creu que va pertànyer al rei Filip II de Macedònia, pare d'Alexandre el Gran.